# Тхонбурі
13°43′30″ пн. ш. 100°29′09″ сх. д. / 13.725° пн. ш. 100.48583333333° сх. д.
Тхонбурі (ธนบุรี) — один з п'ятдесяти кхетів (округів) Бангкока, столиці Таїланду. Розташований на західному (правому) березі річки Чаопхрайя. До 1971 року був самостійним містом, центром однойменної провінції. Історично, у період правління Таксіна, з 1772 по 1782 рік, був столицею Сіаму. Ці роки відомі як Тхонбурійський період історії Таїланду.
Тхонбурі межує з сімома іншими округами Бангкока: Бангкок Яй, Кхлонгсан, Ратбурана, Чомтхонг і Пхасічарен на тому ж березі річки, і Пхранакхон і Бангкхолем на протилежному березі.

## Історія

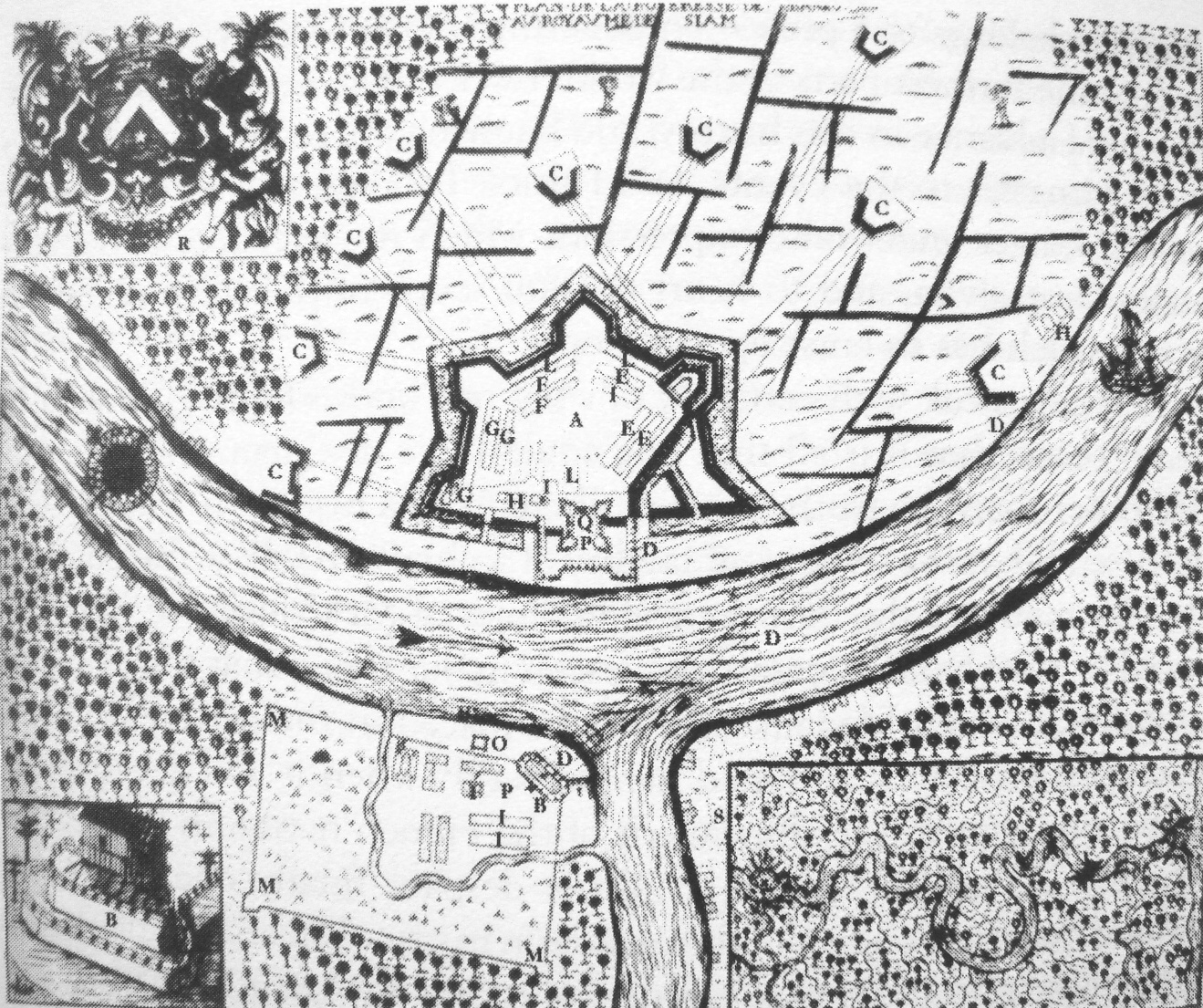
Французька гравюра, що зображує облогу Бангкока 1688. Тхонбурі показаний у нижньому лівому кутку.

Тхонбурі існував в аюттхайський період історії Таїланду і був важливим стратегічним містом, яке захищало гирло Чаопхрайі. В 1765 тут на деякий час було зупинено наступ бірманців, хоча в результаті все одно закінчилося падінням (в 1767) Аюттхаї.
У 1772 році король Таксін зробив Тхонбурі своєю столицею, вирішивши не відновлювати зруйновану Аюттхаю. У цей час Бангкок, що знаходився на іншому березі річки, був невеликим містечком. У 1782 Буддха Йодфа Чулалоке здійснив державний переворот і став королем Сіама Рамою I. Він переніс столицю до Бангкока.
Округ Тхонбурі спочатку називався Ампхе Ратчакри (ราชคฤห์), за назвою розташованого в ньому вата (храму). 11 липня 1916 він був перейменований в Ампхе Бангйіриа, і лише 17 квітня 1939 в Тхонбурі. Якийсь час він входив до однойменної провінції, але в грудні 1971 року провінція увійшла до складу столичного округу Бангкок. В даний час колишнє місто Тхонбурі є частиною Бангкоку.

## Адміністративний поділ
Район розділений на 7 підрайонів (кхвенга)
| 1. | Wat Kanlaya  | วัดกัลยาณ์  |
| 2. | Hiran Ruchi  | หิรัญรูจี    |
| 3. | Bang Yi Ruea | บางยี่เรือ  |
| 4. | Bukkhalo     | บุคคโล    |
| 5. | Talat Phlu   | ตลาดพลู   |
| 6. | Dao Khanong  | ดาวคะนอง |
| 7. | Samre        | สำเหร่    |

## Визначні пам'ятки
- Пам'ятник Таксіну, скульптор Сілпа Бхірасрі, відкрито 17 квітня 1954 року.
- Церква Святого Хреста побудована португальцями наприкінці XVIII століття. У цей час у Тхонбурі, столиці Сіаму, жило багато португальських купців та місіонерів.
- Ват Калаяніміт, містить велику статую сидить Будди, а також найбільший у Таїланді бронзовий дзвін.
- Ват Інтхарам Воравіхам. Чеді в цьому храмі містить порох короля Таксіна, який зробив пожертвування на оновлення храму.